# Vladimir Akopian
Vladimir Akopian [en arménien Վլադիմիր Հակոբյան ] est un joueur d'échecs arménien  né le 7 décembre 1971) à Bakou en Azerbaïdjan. Il a été finaliste du championnat du monde de la Fédération internationale des échecs 1999.
Il est affilié à Fédération américaine des échecs depuis mai 2021.

## Biographie et carrière

### Champion du monde junior
Akopian remporta le championnat du monde des moins de 16 ans en 1986, puis le championnat du monde des moins de 18 ans en 1989, avant de devenir champion du monde junior en 1991. 

### Compétitions par équipe
En 1995, Akopian gagna la coupe d'Europe des clubs d'échecs avec l'équipe de Erevan.
Akopian fut membre de l'équipe arménienne lors de onze  olympiades d'échecs de  1992 à 2014. Il contribua grandement à la victoire finale de son équipe :
- en 2006, à l'olympiade de Turin  (il jouait au deuxième échiquier), devant la Chine et les États-Unis ;
- en 2008, à l'olympiade de Dresde, au deuxième échiquier ;
- en 2012, à Istanbul où il jouait au troisième échiquier de l'équipe arménienne.

Il remporta trois médailles de bronze par équipe (en 1992, 2002 et 2004). 
À Dresde, en 2008, en plus de la médaille d'or par équipe, Akopian remporta également la médaille d'or individuelle au deuxième échiquier. Il gagna aussi deux médailles d'argent individuelles (en 2002 et 2012). Akopian fut invaincu lors de six olympiades et marqua à chaque participation au moins la moitié des points.
Il participa au championnat du monde par équipes de 1993 à 2015, remportant la médaille d'or par équipe en 2015 et une médaille d'or individuelle au premier échiquier en 2001.
En 2002, il battit Garry Kasparov lors du match Russie - Reste du monde en parties rapides.

### Champion d'Arménie
Akopian a remporté le championnat d'Arménie en 1996 et 1997.

### Victoires dans les tournois internationaux individuels
Dans les années 1990, Akopian disputait principalement des tournois open organisés suivant le système suisse. Il remporta :
- le championnat open des États-Unis à Los Angeles en 1991, ex æquo avec Michael Rohde ;
- le tournoi de Niksic 1991 ;
- Beer-Sheva 1992 ;
- le National Open de Las Vegas en 1994 et 2001 ;
- l'open d'été de Berlin (Berliner Sommer) en 1996 ;
- le World Open de Philadelphie en 1999 (ex æquo avec neuf autres joueurs) ;
- l'open de Bastia et la finale du Circuit corse en 1999 ;
- l'open de Dubaï en 1999.

Dans les années 2000, il remporta le Masters d'échecs d'Enghien en 2001 devant Joël Lautier, Étienne Bacrot, Evgeny Bareïev et Loek van Wely. Il finit 1er-5e ex æquo de l'Open Aeroflot en 2005 (victoire de Emil Sutovsky au départage).
En 2007, Akopian remporta le très fort open de Gibraltar devant des joueurs tels que Michael Adams, Emil Sutovsky ou Hikaru Nakamura.
Il finit également deuxième du tournoi d'échecs de Dos Hermanas en 1992, troisième du tournoi de Leon en 1995, troisième du tournoi de Madrid en 1997, troisième du tournoi d'échecs de Dortmund en 2000 et troisième du Grand Prix FIDE de Naltchik en 2009.

### Championnats du monde et coupes du monde
Lors du tournoi de sélection organisé par la Professional Chess Association en 1993 pour le championnat du monde d'échecs 1995 (classique), Akopian marqua 5 points sur 11. Lors du tournoi interzonal de Bienne organisé la même année par la FIDE pour le championnat du monde de la Fédération internationale des échecs 1996, il marqua 6 points sur 13. En 1997, Akopian fut sélectionné pour le championnat du monde de la Fédération internationale des échecs 1997-1998 grâce à ses classements Elo de janvier et juillet 1997 (seizième et dix-septième joueur mondial).
| Année | Lieu                             | Résultat                            | Ultime adversaire      | Adversaires battus                                                                                        |
| ----- | -------------------------------- | ----------------------------------- | ---------------------- | --- |
| 1997  | Groningue                        | huitième de finale                  | Alexeï Chirov          | Thomas Luther, Rafael Vaganian                                                                            |
| 1999  | Las Vegas                        | Finaliste                           | Aleksandr Khalifman    | Maia Tchibourdanidzé, Rogelio Antonio, Ievgueni Bareïev, Kiril Georgiev, Sergei Movsessian, Michael Adams |
| 2000  | New Delhi                        | deuxième tour                       | Alekseï Aleksandrov    | |
| 2004  | Tripoli                          | quart de finale (cinquième tour)    | Michael Adams          | José González García, Utut Adianto, Aleksandr Moiseenko, Michał Krasenkow                                 |
| 2007  | Khanty-Mansiïsk (coupe du monde) | quatrième tour (huitième de finale) | Alexeï Chirov          | Anton Filippov, Ehsan Ghaem Maghami Vladimir Malakhov                                                     |
| 2013  | Tromsø                           | premier tour                        | Nguyễn Ngọc Trường Sơn | |